# Katagon
Katagon är en ort i Benin. Den ligger i den södra delen av landet, 15 km norr om huvudstaden Porto-Novo. Katagon ligger 61 meter över havet och antalet invånare är 12 173.
Terrängen runt Katagon är platt, och sluttar söderut. Runt Katagon är det mycket tätbefolkat, med 1 135 invånare per kvadratkilometer.. Närmaste större samhälle är Avrankou, 11,0 km sydost om Katagon.
Omgivningarna runt Katagon är en mosaik av jordbruksmark och naturlig växtlighet.